# Alchemilla hirsuto-petiolata
Alchemilla hirsuto-petiolata är en rosväxtart som först beskrevs av De Wild., och fick sitt nu gällande namn av Werner Hugo Paul Rothmaler. Alchemilla hirsuto-petiolata ingår i släktet daggkåpor, och familjen rosväxter. Inga underarter finns listade i Catalogue of Life.